# Поль Якобсен
Поль Якобсен (норв. Pål Jacobsen, нар. 20 травня 1956, Молде) — норвезький футболіст, що грав на позиції нападника за клуби «Гамаркамератене» та «Волеренга», а також національну збірну Норвегії.

## Клубна кар'єра
У дорослому футболі дебютував 1973 року виступами за команду «Гамаркамератене», в якій провів сім сезонів. 
1981 року перейшов до «Волеренги», у складі якої у першому ж сезоні здобув титил чемпіона Норвегії. Згодом ще двічі, у 1983 і 1984 роках, ставав чемпіоном країни як гравець «Волеренги». Був основним гравцем атакувальної ланки цієї команди і одним з її головних бомбардирів, маючи середню результативність на рівні 0,51 гола за гру першості.
Завершував ігрову кар'єру в рідному «Гамаркамератене», до якого повернувся 1985 року і де грав до 1987.

## Виступи за збірну
1975 року дебютував в офіційних матчах у складі національної збірної Норвегії.
Загалом протягом кар'єри у національній команді, яка тривала 12 років, провів у її формі 44 матчі, забивши 12 голів.

## Титули і досягнення
- Чемпіон Норвегії (3):

«Волеренга»: 1981, 1983, 1984